# Lappeasuando

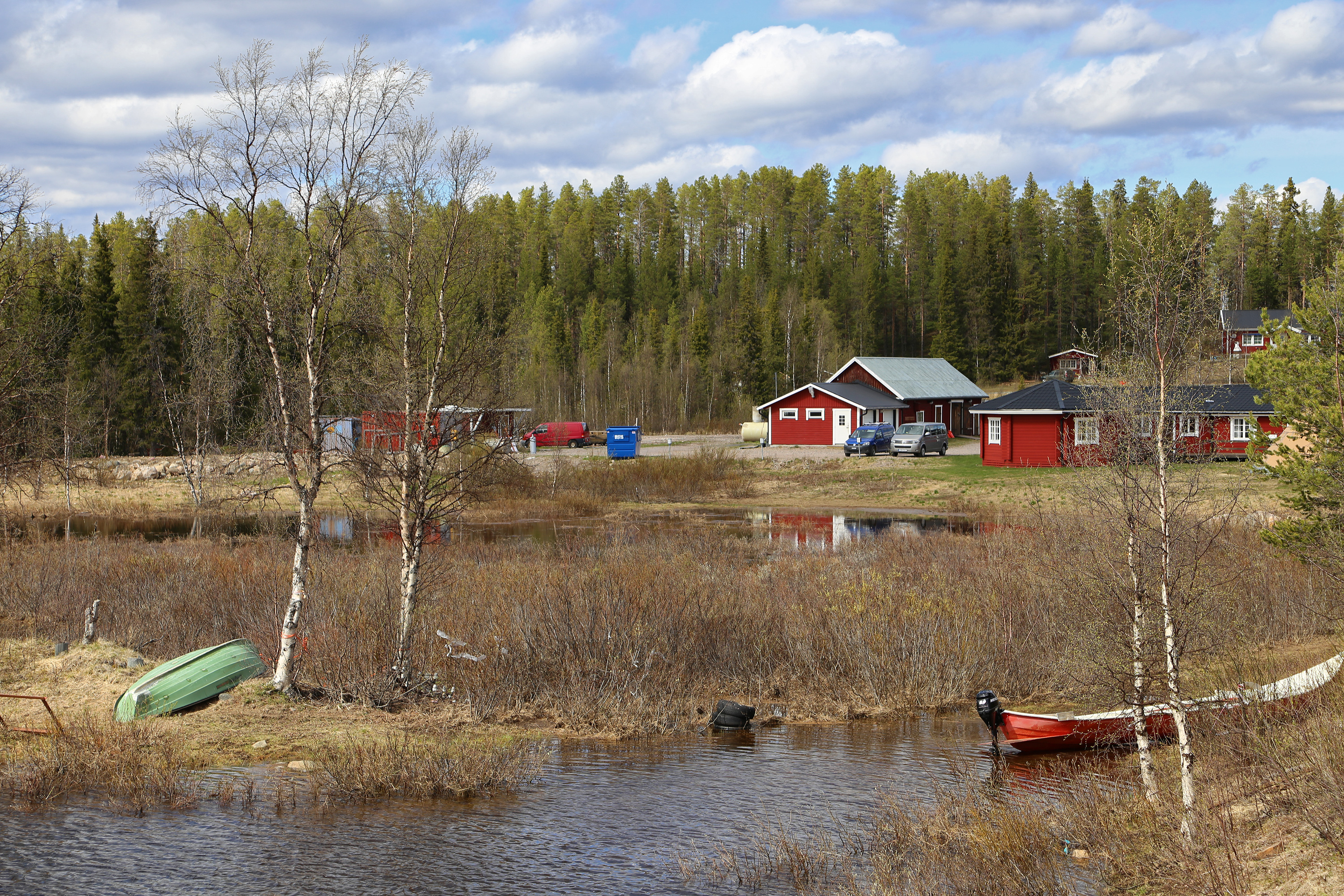
Lappeasuando i juni 2015.

Lappeasuando (meänkieli: Lappeasuanto), är en by och campingplats runt bron som går över Kalix älv vid väg E10/E45. Älven utgör också gränsen mellan Kiruna kommun och Gällivare kommun och byn har därför bebyggelse i båda dessa kommuner.